# Sawa Ganowski
Sawa Zolow Ganowski (bulgarisch Сава Цолов Гановски; * 1. März 1897 in Kunino; † 24. April 1993 in Sofia) war ein bulgarischer Politiker, Pädagoge und Philosoph.

## Leben
Er studierte zunächst in Sofia Philosophie und Pädagogik und setzte sein Studium dann in Halle (Saale) und Berlin fort. 1918 trat er der Bulgarischen Kommunistischen Partei bei. Von 1923 bis 1928 war er Mitglied der KPD. Von 1928 bis 1931 schloss sich ein Philosophiestudium in Moskau an. In Bulgarien wurde er verhaftet und war zeitweise interniert.
Ab 1945 war er als Professor an der Universität Sofia tätig. Er gehörte der Bulgarischen Akademie der Wissenschaften an und leitete von 1953 bis 1966 als Direktor das Institut für Pädagogik, ab 1977 das Institut für Philosophie. Seit 1954 war er Mitglied des Zentralkomitees der Bulgarischen Kommunistischen Partei.
Ganowski verfasste mehrere Werke zu philosophischen und pädagogischen Fragestellungen.
Er wurde als Held der Volksrepublik Bulgarien und Held der Sozialistischen Arbeit ausgezeichnet. Darüber hinaus erhielt er den Orden Georgi Dimitrow und den Dimitroffpreis.

## Werke (Auswahl)
- Fridrich Engels, ideolog i vožd na svetovnija proletariat, 1972